# Vrijplaats

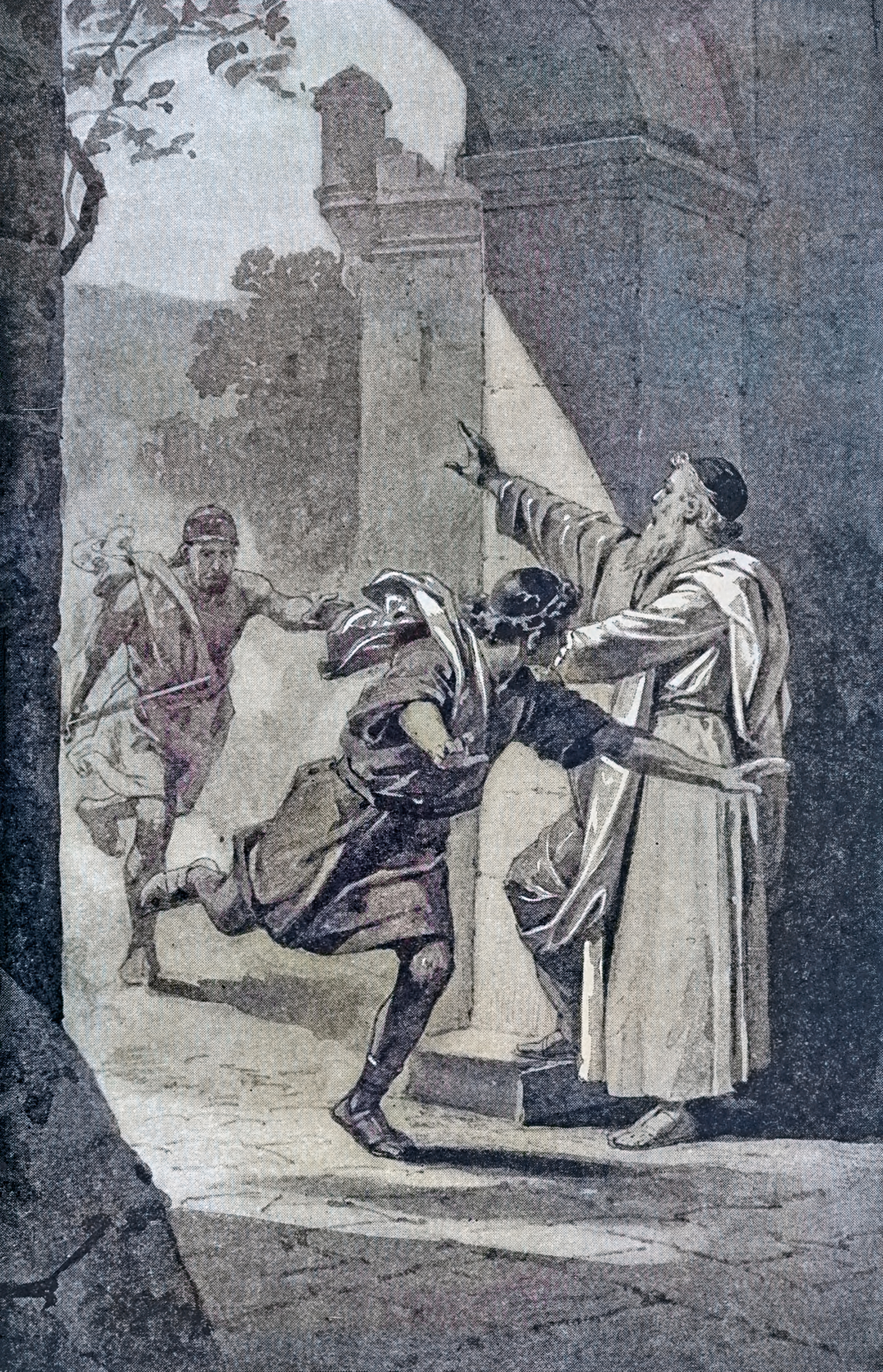
Binnenkomst in een vrijstad. Getekend door Charles Foster, The Story of the Bible, 1884.

Een vrijplaats, ook wel asielstad of vrijstad, was een van zes steden die in de wet van Mozes waren aangewezen, waarheen Israëlieten en vreemdelingen die per ongeluk een medemens gedood hadden konden vluchten en vrij waren van vervolging. De oudsten van een vrijplaats moesten oordelen of de dood per ongeluk was veroorzaakt. Zo ja, dan was het niet toegestaan om de dader te doden. De doodslager moest in de vrijplaats blijven tot de dood van de hogepriester; als deze overleed kon hij terugkeren naar zijn bezitting (Jozua 20:1-6,9).
Er waren drie vrijplaatsen aan elke zijde van de Jordaan: aan de westkant Kedes, Sichem en Hebron, aan de oostkant Beser, Ramot en Golan (Jozua 20:7-8). Zij werden gegeven aan de Levieten. De levitische vrijplaats diende in de eerste plaats als woonplaats voor de Levieten, de dienaars van de priesters en de godsdienstige leraren van het volk.